# Sofonisba Anguissola
Sofonisba Anguissola, född 2 februari 1532 i Cremona, Italien, död 16 november 1625 i Palermo, var en italiensk målare. Anguissola är känd för sin uttrycksfulla porträttkonst och var en av de första kvinnliga målarna att uppnå internationell berömmelse. Under 1550-talet reste hon till Madrid och utsågs till hovmålare hos Filip II.

## Biografi
Sofonisba Anguissola var dotter till adelsmannen Amilcare Anguissola och Bianca Ponzoni, som båda hade nobla bakgrunder. De gav sina barn namn hämtade från antiken. Fadern uppfostrade alla sina barn enligt renässansens humanistiska ideal och uppmuntrade dem att göra karriär inom litteratur, musik och framförallt inom måleri, vilket flera av systrarna skall ha lärt sig. Både Anguissola och hennes syster Elena studerade hos målarna Bernardino Campi och Bernardino Gatti i Cremona. Fadern, som korresponderade med Michelangelo, berättade om sin dotters talang och bad honom att bedöma Anguissolas verk. Hon sågs som ett underbarn och uppmuntrades av Michelangelo. Hon skall själv ha undervisat sin yngre syster Lucia, som också var känd som en begåvad målare.

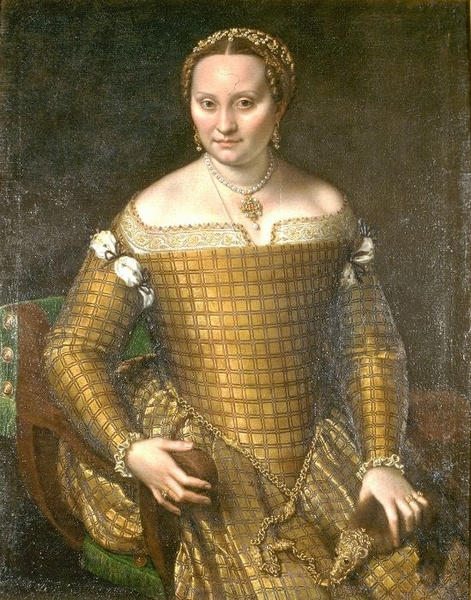
Porträtt av Bianca Ponzoni Anguissola (1557). Staatliche Museen i Berlin.

Sofonisba Angiussola levde under renässansen, som var en tidsepok präglad av humanistiska influenser. Att Anguissolas föräldrar uppfostrade sina döttrar efter humanistiska ideal var dock ingen självklarhet under den här tiden. Kvinnor förväntades inte göra karriär, och hade därför inte samma tillgång till utbildning som män. Inom professionellt måleri var det också mycket sällsynt med kvinnor, som under renässansen inte fick vara lärlingar till konstnärer om inte denne var en far eller bror. Anguissolas far var inte konstnär, och hade heller ingen bror, men Anguissola blev trots det undervisad av manliga konstnärer som Bernardino Campi och Bernardino Gatti. Som ung fick Anguissola därutöver möjlighet att resa till Rom för att visa upp sina verk för en av renässansens mest välkända konstnärer, Michelangelo, som sägs ha uppskattat hennes tavlor. Anguissola blev även ombedd att åka till Madrid 1559 för att undervisa drottningen i Spanien, Elisabeth av Valois. Trots att hon hade bättre förutsättningar än många andra kvinnor under renässansen fanns det dock saker som begränsade även Anguissolas konstnärskap. Det var till exempel förbjudet för kvinnor att studera kroki, vilket innebar att Anguissola inte fick uppfylla sin potential i samma utsträckning som män.

## Konsten
Anguissolas konst kan tolkas som ett sätt att skildra dåtidens könsroller. Hon var en av få kvinnliga konstnärer under den här tiden. Lavinia Fontana uttryckte i ett brev skrivet 1579 att Anguissolas konst inspirerat henne och Irene di Spilimbergo till att lära sig måla, trots att de var kvinnor. Anguissolas framgång öppnade alltså upp för kvinnor att känna sig berättigade till karriärer som konstnärer.

### Porträtt
Anguissola är känd för sin talang för uttrycksfullt porträttmåleri. Hon målade många miniatyrer, vilket var ett mycket viktigt konstinslag under 1500-talet när det fanns få sätt att bevara minnet av älskades, vänners och familjens ansikten. Kvinnor var under samtiden förbjudna att betrakta nakenmodeller, vilket kan ses som en förklaring till hennes inriktning just på porträttkonsten. Självporträtt och bilder av hennes syskon är hennes mest återkommande motiv. En av hennes mest kända målningar är Tre systrar spelar schack, vilket föreställer hennes egna syskon spelande schack. Anguissola målade ofta med en dämpad färgskala, influerad av Correggio. 

### Exempel på verk
I självporträttet från 1554 har Anguissola porträtterat sig själv som seriös och allvarsam, vilket tyder på starkt intellekt och hög kompetens. Samtidigt står det på italienska i boken hon håller "Sofonisba Angissoula, en oskuld, gjorde den här 1557" där hon betonar den kyskhet man som kvinna förväntades upprätthålla under den här tiden. På samma sätt framställer Anguissola kvinnor som intellektuella människor i den omnämnda målningen Tre systrar spelar schack. Eftersom ett avancerat spel som schack förutsätter en viss grad av intelligens, var det unikt av Anguissola att avbilda kvinnorna på det här sättet under 1500-talet.

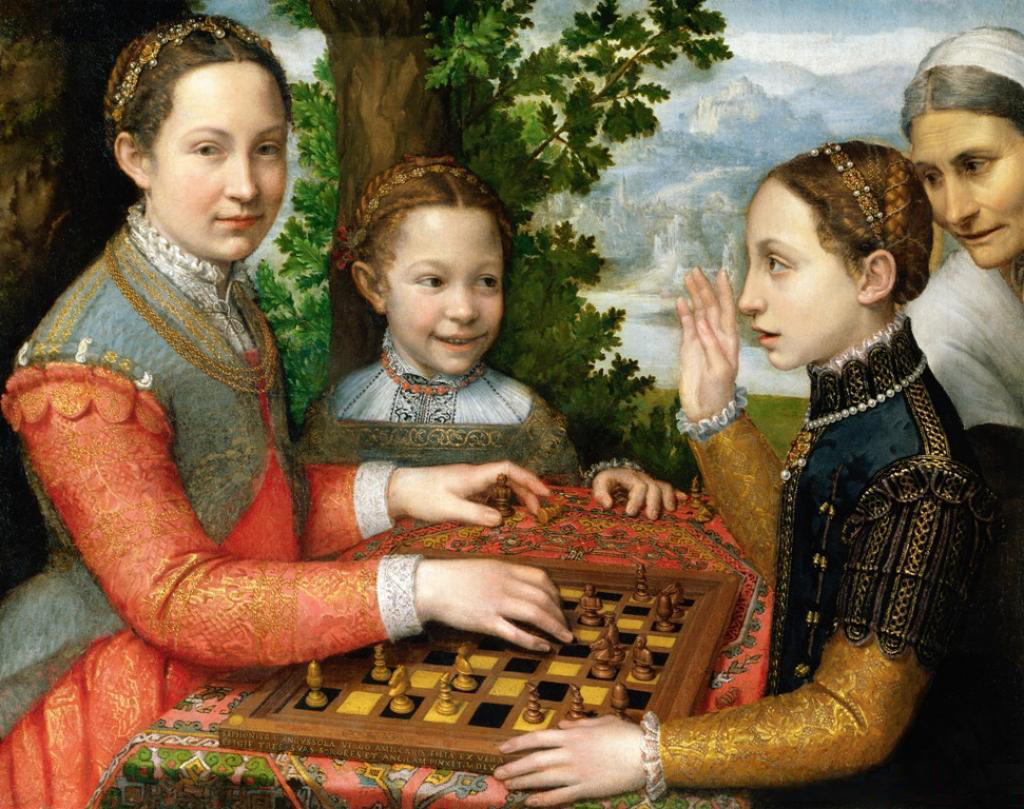
Tre systrar spelar schack, 1555, olja på duk

## Eftermäle
Nedslagskratern Anguissola på planeten Merkurius är uppkallad efter henne.